# Василий Гончаров
Василий Владимирович Гончаров e руски музикант, поет, композитор, основател и лидер на групата „Чебоза“. Добива известност като Вася Обломов, по името на своя едноименен страничен музикален проект, който жанрово представлява смесица между алтернативен рок и рап. Носител е на множество музикални награди. Развива обществена дейност, като открито критикува политическото статукво в Русия.

## Биография
Гончаров е роден на 21 март 1984 г. в Ростов на Дон, където завършва гимназия и университет.
Започва музикалната си кариера през 1999 година като лидер на групата „Чебоза“. Популярност обаче добива през май 2010 година, когато под псевдонима „Вася Обломов“ качва в интернет анимационен клип на песента си „Магадан“. Песента, осмиваща масовата култура в Русия, бързо става популярна и започва да се върти по радиата и телевизиите в Русия и до есента събира над един милион гледания в YouTube. Избрана е за една от най-добрите песни за 2010 година в класация на телевизионния Първи канал, печели конкурса „Videobitva“ на телевизия STS, а каналът НТВ прави кратък документален филм за песента. На 24 декември Вася Обломов прави първия си самостоятелен концерт в China Town Cafe, Москва.
Самият псевдоним „Вася Обломов“ е заемка от романа „Обломов“ на руския писател Иван Гончаров и от полученото от там нарицателно „обломовщина“, което означава личностен застой, бездействие, апатия.
След „Магадан“ Гончаров записва цяла поредица песни на социално-политическа тематика, наричайки ги „съвременни истории в разговорен жанр“. Сред тях са „Кой иска да стане милиционер“ („Кто хочет стать милиционером“, игра на думи със заглавието на популярното шоу „Who Wants to be a Millionaire“, т.е. „Стани богат“), „Началник“ („Начальник“), римейк на песента „С чего начинается Родина“ („С какво започва родината“). Работи и по нови песни на „Чебоза“. През февруари 2011 г. се появява нов запис и нов клип на „Магадан“ с участието на руския рок певец Сергей Шнуров от група „Ленинград“.
През 2011 година излизат песните „Унило говно“ („Унилое говно“) и „Верижно писмо“ („Писмо счастья“), песен осмиваща правителството на Русия, лично Владимир Путин, и електората му. През февруари 2012 година е премиерата на песента му „Чао, Мечо“ („Пока, Медвед“), в която участие взимат журналистката Ксения Собчак и Леонид Парфьонов. Песента е политическа сатира, насочена към президента Дмитрий Медведев и неговото нежелание да вземе участие в политическия живот на страна с оглед предстоящите избори. След излизането на песента, тя събира над един милион гледания само за ден, и на следващия ден Медведев се обръща към нацията в Интернет с призив гласоподавателите да излязат до урните.
През ноември 2012 година Вася Обломов изнася концерт в Москва, на който представя втория си албум „Стабилност“.
През декември 2014 година, Вася Обломов пуска в интернет песента си „Писмо до Дядо Коледа“ („Письмо Санта-Клаусу“), с която под формата на списък с желания до Дядо Коледа е осмяно състоянието на руските медии, интернет пространство, естрада, полиция, политическата класа и в частност президента, както и на самото общество, изразено в първо лице.